# Macronyx aurantiigula
Macronyx aurantiigula là một loài chim trong họ Motacillidae.